# Hikari no Signal
"Hikari no Signal" (光のシグナル) là một đĩa đơn của nhóm nhạc nam Nhật Bản Kis-My-Ft2. Đĩa đơn này được phát hành vào ngày 5 tháng 
3, 2014. Nằm ở số một trên Oricon Singles Chart hàng tuần và đạt số một trên Billboard Japan Hot 100. Là đĩa đơn thứ 5 bán chạy nhất Nhật Bản vào tháng 3 năm 2014 với 237,696 bản. và Là đĩa đơn bán chạy nhất thứ 26 năm 2014 ở Nhật Bản với 244,808 bản 